# Roman Bierła
Roman Bierła (Katowice, Polonia, 21 de marzo de 1957) es un deportista polaco retirado especialista en lucha grecorromana donde llegó a ser subcampeón olímpico en Moscú 1980.

## Carrera deportiva
En los Juegos Olímpicos de 1980 celebrados en Moscú ganó la medalla de plata en lucha grecorromana de pesos de hasta 100 kg, tras el luchador búlgaro Georgi Raikov (oro) y por delante del rumano Vasile Andrei (bronce).